# La Chorale
Cet article concerne la nouvelle de Tchekhov. Pour le film japonais, voir La Chorale (film). Pour le court métrage hongrois, voir La Chorale (court métrage).
La Chorale (en russe: Pevtchie) est une nouvelle d'Anton Tchekhov, parue en 1884.

## Historique
La Chorale est initialement publiée dans la revue russe Les Éclats, no 8, du 25 février 1884 signé A.Tchékhonté. Autre traduction Les Chanteurs.

## Résumé
Le comte Wladimir Ivanytch, le barine, va revenir à Iefremov. Cette nouvelle excite le Pope, car l’église va être pleine de personnalités locales quand le comte viendra à l’office.
Cela n’enchante guère Alexéï Alexéïtch, le sacristain, qui s’occupe de la chorale des enfants. Pourtant, il va les faire répéter chaque soir en prévision de ce grand jour, ils apprennent le miserere, Le Chant des Chérubins et Que mes prières s’accomplissent. Le résultat est éblouissant, on s'attend à un triomphe.
Deux mois plus tard, le comte refuse la chorale pour l’office. Le sacristain part à la taverne avec le Diacre pour laver l’affront.

## Édition française
- La Chorale, traduit par Madeleine Durand et André Radiguet (révisé par Lily Denis), in Œuvres I, Paris, Éditions Gallimard, coll. « Bibliothèque de la Pléiade » no 197, 1968  (ISBN 978-2-07-0105-49-6).